# 天王川 (岐阜県)
天王川（てんのうがわ）は、木曽川水系の一級河川。岐阜県本巣市・本巣郡北方町・岐阜市・瑞穂市・大垣市を流れる。犀川・長良川を経て伊勢湾に至る木曽川の3次支川。

## 概要

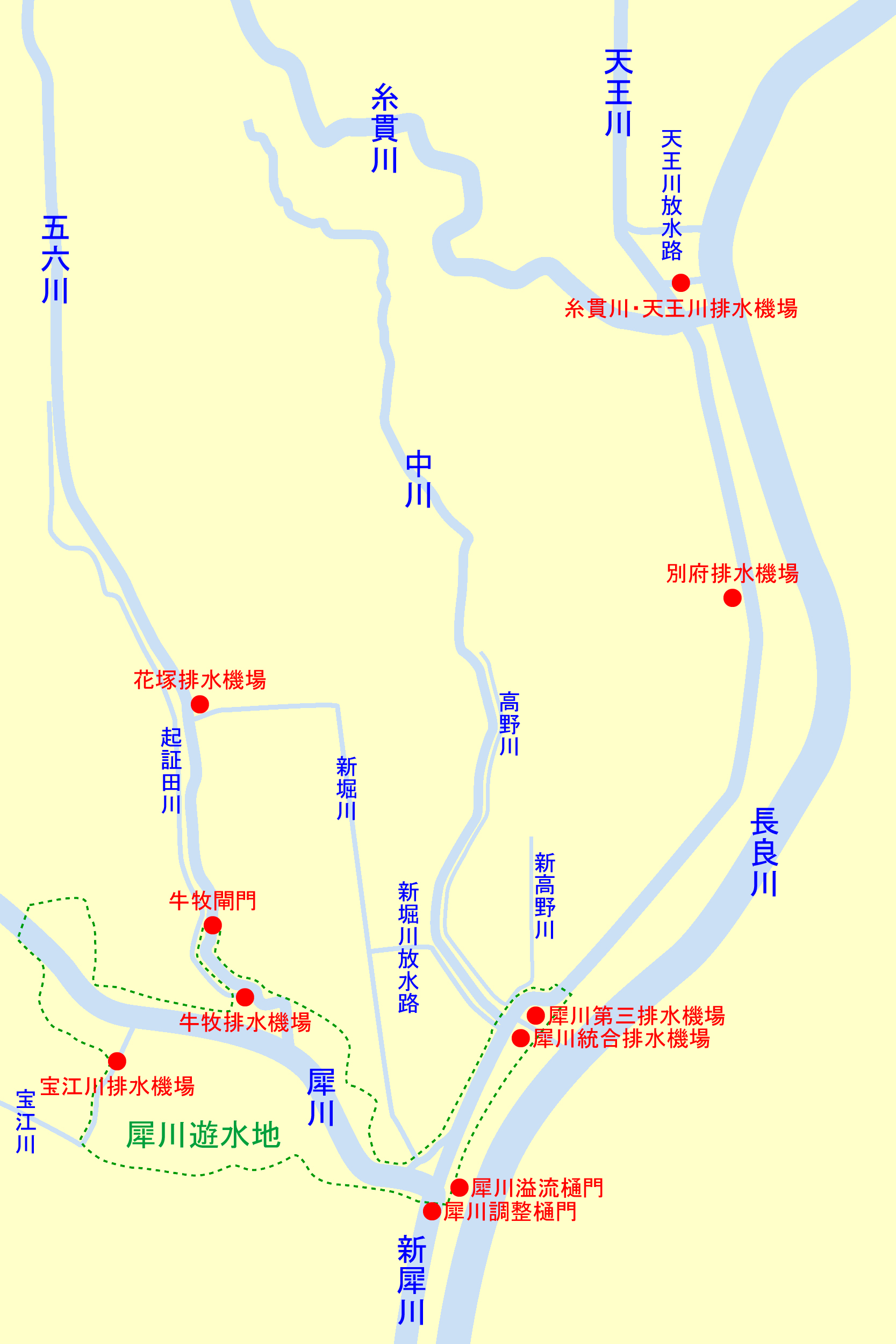
犀川および関連河川と河川施設の関係図

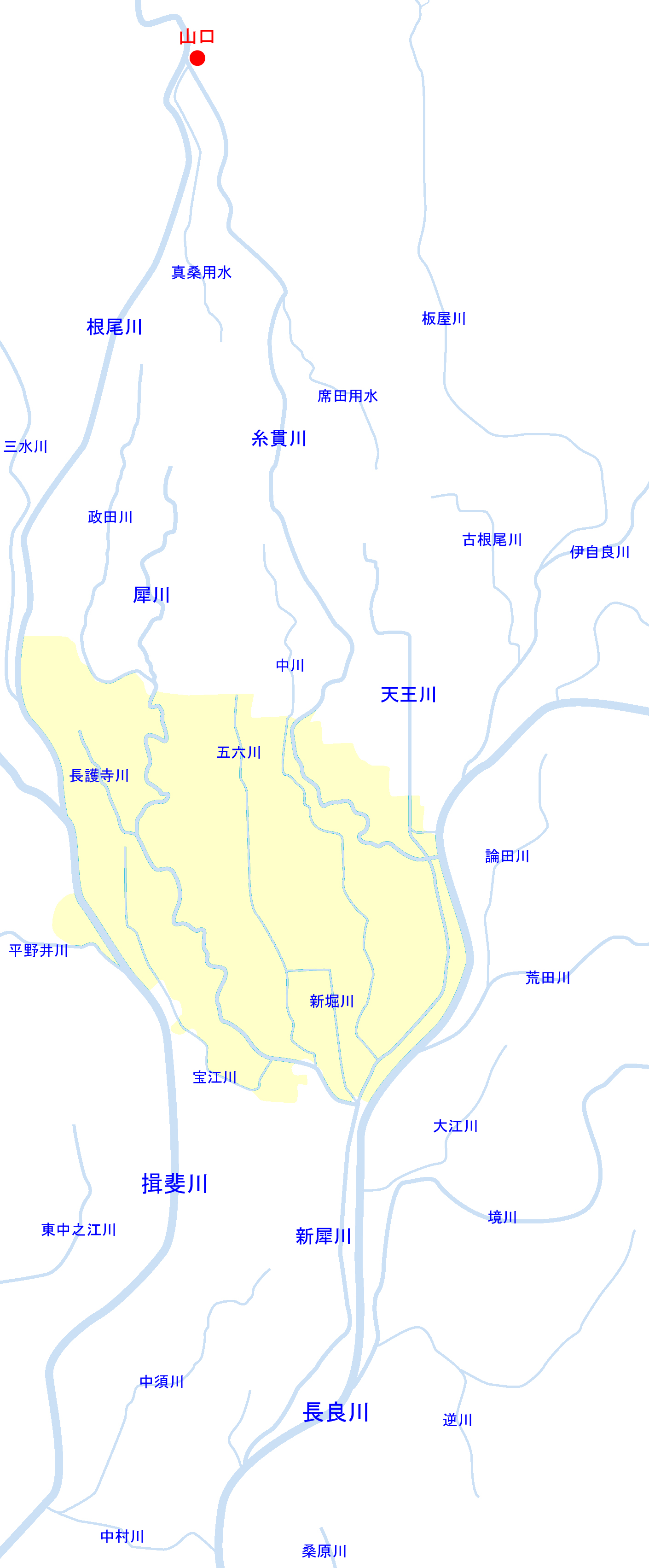
現在の瑞穂市（着色部）周辺河川の位置関係図

岐阜県本巣市南部の席田付近（旧本巣郡糸貫町）が水源。本巣郡北方町内を南に流れ、岐阜市西河渡付近で旧中山道を越える。河渡輪中の輪端部である瑞穂市生津天王東町付近からは、大きく分けて以下の3つに流れによって長良川へと至る。
1. 天王川放水路で東に流れ、長良川天王川排水樋門で長良川に排水される。
2. 糸貫川の一部と合流した後、糸貫川・天王川排水機場によって長良川に排水される。
3. 糸貫川を伏せ越ししてさらに南に流れる。

糸貫川の伏せ越しの歴史は古く、19世紀中ごろの慶応年間に河渡輪中の長良川への排水が困難となった際に、1.5キロメートルほど下流で長良川に排水するために建造された排水路である。当時は瑞穂市穂積付近で長良川に排水していたが、木曽川上流改修工事で新犀川が整備された後に、1951年（昭和26年）に中川を合わせた後に新犀川に注ぐように改修された。また、この河川改修と前後して中川との合流点付近に、犀川および支流が増水した際の排水などを目的とした「犀川第一排水機場」「犀川第二排水機場」「犀川第三排水機場」がそれぞれ1950年（昭和25年）・1965年（昭和40年）・1980年（昭和55年）に設置された。
2011年（平成23年）に第一排水機場・第二排水機場を代替する「犀川統合排水機場」が設置され、翌年老朽化した2つの排水機場は撤去された。2014年（平成26年）から2018年（平成30年）に行われた河川改修で、中川合流点から犀川合流点までの天王川を遊水地とするための拡幅が行われ、その際中川を伏せ越しして新堀川へと流れていた高野川は犀川第三排水機場で長良川に排水するように変更される。